# 163 Erigone
163 Erigone este un asteroid din centura principală, descoperit pe 26 aprilie 1876, de Joseph Perrotin.